# Inperayritz de la ciutat joyosa
Inperayritz de la ciutat joyosa és un cant en llaor de la Mare de Déu de principis del segle xiv.
Consta de sis cobles dobles de vuit decasíl·labs, acabat amb dues tornades de quatre versos cadascuna. Està escrita en forma de virolai, una de les formes poètico-musicals més destacades de l'Edat Mitjana i de la qual derivaren els goigs. El segle xiv és el temps de la gran florida d'obres semblants a Occitània i altres indrets romànics. Utilitza el gènere anomenat lletania amb apel·lacions com "Emperadriu del Paradís", "Rosa flagrant", "Palau d'honor"... que aporten sonoritat i ritme a la peça.
Se'n conserven dues còpies. És una de les deu peces, amb notació musical, del Llibre Vermell de Montserrat que han rebut en el seu conjunt el nom de cants dels romeus. També n'hi ha un fragment en un foli de pergamí a l'Arxiu Episcopal de Tarragona.